# Royal League 2005-2006
La Royal League 2005-2006 fu la seconda edizione del torneo che vedeva impegnate squadre danesi, norvegesi e svedesi.
La competizione venne vinta per il secondo anno consecutivo dai danesi dell'FC Copenaghen che sconfissero in finale i norvegesi del Lillestrøm SK.

## Squadre partecipanti
Danimarca
1. Brøndby IF
2. FC Copenaghen
3. Midtjylland
4. Aalborg

 Norvegia
1. Vålerenga IF
2. IK Start
3. Lyn
4. Lillestrøm SK

 Svezia
1. Djurgårdens IF
2. IFK Göteborg
3. Kalmar FF
4. Hammarby IF

## Prima fase

### Gruppo 1
| Squadre         | P  | V | N | P | Gf | Gs | Dif | Pt |
| --------------- | -- | - | - | - | -- | -- | --- | -- |
| 1. Midtjylland  | 12 | 6 | 3 | 3 | 0  | 13 | 5   | +8 |
| 2. Hammarby IF  | 8  | 6 | 2 | 2 | 2  | 12 | 10  | +2 |
| 3. Vålerenga IF | 8  | 6 | 2 | 2 | 2  | 8  | 10  | -2 |
| 4. IK Start     | 3  | 6 | 0 | 3 | 3  | 8  | 16  | -8 |

| 24 novembre 2005 | 18:00 | Midtjylland | 4–0 | Vålerenga   |  |
|                  | 18:00 | Start       | 2–4 | Hammarby    |  |
| 27 novembre 2005 | 16:00 | Vålerenga   | 3–1 | Start       |  |
| 8 dicembre 2005  | 18:00 | Start       | 1–1 | Midtjylland |  |
|                  | 20:35 | Hammarby    | 0–0 | Vålerenga   |  |
| 11 dicembre 2005 | 15:55 | Start       | 3–3 | Vålerenga   |  |
| 12 dicembre 2005 | 19:00 | Hammarby    | 2–2 | Midtjylland |  |
| 9 febbraio 2006  | 19:00 | Midtjylland | 4–1 | Hammarby    |  |
| 12 febbraio 2006 | 13:30 | Vålerenga   | 0–1 | Midtjylland |  |
|                  | 16:00 | Hammarby    | 4–0 | Start       |  |
| 16 febbraio 2006 | 20:35 | Midtjylland | 1–1 | Start       |  |
|                  | 20:35 | Vålerenga   | 2–1 | Hammarby    |  |

### Gruppo 2
| Squadre          | G  | V | N | P | Gf | Gs | Dif | Pt |
| ---------------- | -- | - | - | - | -- | -- | --- | -- |
| 1. Lillestrøm SK | 10 | 6 | 2 | 4 | 0  | 6  | 3   | +3 |
| 2. FC Copenhagen | 7  | 6 | 1 | 4 | 1  | 5  | 5   | 0  |
| 3. Brøndby IF    | 6  | 6 | 1 | 3 | 2  | 7  | 7   | 0  |
| 4. Kalmar FF     | 6  | 6 | 1 | 3 | 2  | 3  | 6   | -3 |

| 10 novembre 2005 | 20:35 | Kalmar FF  | 1–1 | Brøndby    |  |
| 24 novembre 2005 | 20:30 | Lillestrøm | 0–0 | Copenhagen |  |
| 27 novembre 2005 | 14:00 | Lillestrøm | 0–0 | Kalmar FF  |  |
| 8 dicembre 2005  | 18:00 | Kalmar FF  | 0–2 | Lillestrøm |  |
|                  | 20:35 | Copenhagen | 1–1 | Brøndby    |  |
| 11 dicembre 2005 | 16:00 | Kalmar FF  | 1–0 | Copenhagen |  |
|                  | 18:05 | Brøndby    | 0–1 | Lillestrøm |  |
| 9 febbraio 2006  | 20:35 | Brøndby    | 1–2 | Copenhagen |  |
| 12 febbraio 2006 | 16:00 | Brøndby    | 2–0 | Kalmar FF  |  |
|                  | 16:00 | Copenhagen | 1–1 | Lillestrøm |  |
| 16 febbraio 2006 | 20:35 | Copenhagen | 1–1 | Kalmar FF  |  |
|                  | 20:35 | Lillestrøm | 2–2 | Brøndby    |  |

### Gruppo 3
| Squadre           | G  | V | N | P | Gf | Gs | Dif | Pt |
| ----------------- | -- | - | - | - | -- | -- | --- | -- |
| 1. Djurgårdens IF | 10 | 6 | 3 | 1 | 2  | 8  | 7   | +1 |
| 2. Lyn Oslo       | 8  | 6 | 2 | 2 | 2  | 7  | 6   | +1 |
| 3. IFK Göteborg   | 8  | 6 | 2 | 2 | 2  | 7  | 7   | 0  |
| 4. Aalborg BK     | 6  | 6 | 1 | 3 | 2  | 7  | 9   | -2 |

| 24 novembre 2005 | 19:00 | Lyn        | 1–0 | Göteborg   |  |
|                  | 20:35 | Aalborg    | 1–3 | Djurgården |  |
| 27 novembre 2005 | 16:00 | Djurgården | 0–1 | Göteborg   |  |
| 8 dicembre 2005  | 18:00 | Göteborg   | 3–3 | Aalborg    |  |
|                  | 20:30 | Lyn        | 1–2 | Djurgården |  |
| 11 dicembre 2005 | 15:00 | Göteborg   | 1–3 | Lyn        |  |
| 13 dicembre 2005 | 19:00 | Djurgården | 2–1 | Aalborg    |  |
| 9 febbraio 2006  | 19:00 | Aalborg    | 2–1 | Lyn        |  |
| 12 febbraio 2006 | 16:00 | Göteborg   | 2–0 | Djurgården |  |
|                  | 16:00 | Lyn        | 0–0 | Aalborg    |  |
| 16 febbraio 2006 | 20:35 | Aalborg    | 0–0 | Göteborg   |  |
|                  | 20:35 | Djurgården | 1–1 | Lyn        |  |

### Classifica avulsa 3º posto
| Squadre         | G | V | N | P | Gf | Gs | Dif | Pt |
| --------------- | - | - | - | - | -- | -- | --- | -- |
| 1. IFK Göteborg | 8 | 6 | 2 | 2 | 2  | 7  | 7   | 0  |
| 2. Vålerenga IF | 8 | 6 | 2 | 2 | 2  | 8  | 10  | -2 |
| 3. Brøndby IF   | 6 | 6 | 1 | 3 | 2  | 7  | 7   | 0  |

## Fase ad eliminazione

### Quarti di finale

#### Andata
| Arbitro: | Stefan Johannesson |

|             |           |                              |
| Theorin 45’ | Marcatori | 9’, 60’ Kærgård 11’ Sørensen |

| Arbitro: | Mikael Svendsen |

|               |           |           |
| Hysén 9’, 67’ | Marcatori | 82’ Berre |

| Arbitro: | Svein Oddvar Moen |

|                        |           |  |
| Santos 55’ Allbäck 56’ | Marcatori |  |

| Göteborg 23 febbraio 2006, ore 20:35 | IFK Göteborg    | 0 – 0 | Lillestrøm | Ullevi (2.228 spett.)\| Arbitro: \| Peter Rasmussen \| |
| Arbitro:                             | Peter Rasmussen |       |            |                                                        |

#### Ritorno
| Arbitro: | Martin Hansson |

|              |           |  |
| Sørensen 54’ | Marcatori |  |

| Midtjylland qualificato |

| Arbitro: | Tom Henning Øvrebø |

|                                     |                      |                             |
| Andersson 87’, 90’                  | Marcatori            |                             |
| von Schlebrügge Andersson Fischbein | Tiri di rigore 0 – 3 | Jacobsen Hutchinson Pimpong |

| Copenhagen qualificato |

| Arbitro: | Claus Bo Larsen |

|          |           |                                    |
| Muri 49’ | Marcatori | 14’ Jonson 25’ Håkansson 80’ Hysén |

| Djurgården qualificato |

| Arbitro: | Nicolai Vollquartz |

|                 |           |  |
| Occean 10’, 70’ | Marcatori |  |

| Lillestrøm qualificato |

### Semifinali

#### Andata
| Arbitro: | Terje Hauge |

|                                        |           |          |
| Silberbauer 13’ Ijeh 25’ Hangeland 73’ | Marcatori | 87’ Reid |

| Arbitro: | Knud Erik Fisker |

|                      |           |                                          |
| Håkansson 77’ (rig.) | Marcatori | 19’ Koren 68’ Andersson 86’ (aut.) Storm |

#### Ritorno
| Arbitro: | Daniel Stålhammar |

|  |           |                                         |
|  | Marcatori | 24’, 43’ Ijeh 32’ Silberbauer 62’ Kvist |

| Copenhagen qualificato |

| Arbitro: | Thomas Vejlgaard |

|                  |           |  |
| Koren 24’ (rig.) | Marcatori |  |

| Lillestrøm qualificato |

### Finale
| Arbitro: | Peter Fröjdfeldt |

|             |           |  |
| Pimpong 89’ | Marcatori |  |

| Royal League 2005-06    |
| ----------------------- |
| FC Copenaghen 2º titolo |

## Marcatori
| Giocatore        | Squadra         | Reti |
| ---------------- | --------------- | ---- |
| Tobias Hysén     | Djurgården      | 6    |
| Klaus Kærgård    | Midtjylland     | 6    |
| Petter Andersson | Hammarby IF     | 4    |
| Morten Berre     | Vålerenga       | 4    |
| Dennis Sørensen  | Midtjylland     | 4    |
| Jeffrey Aubynn   | Hammarby IF     | 3    |
| Peter Ijeh       | FC Copenhagen   | 3    |
| David Johansson  | Hammarby IF     | 3    |
| Todi Jónsson     | I.K. Start      | 3    |
| Olivier Occéan   | Lillestrøm S.K. | 3    |
| Stefan Selakovic | IFK Göteborg    | 3    |
| Jo Tessem        | Lyn             | 3    |